# Peter Quirijnen
Peter Quirijnen is een medewerker van Studio Vandersteen, de stripstudio die verantwoordelijk is voor onder andere de stripreeks Suske en Wiske.

## Biografie
Peter Quirijnen studeerde toegepaste grafiek aan Sint Lucas Antwerpen.
Quirijnen was een medewerker bij Studio 100, waar hij de strip Wizzy en Woppy heeft gemaakt.
Samen met Walter Van Gasse werkte hij ook decors uit van verschillende tekenfilms.
Sinds 2003 werkt Quirijnen bij Studio Vandersteen. Hij verzorgt vooral de achtergronden bij de verhalen van Suske en Wiske. Het eerste verhaal waaraan hij meewerkte was De breinbrekers.
- International Standard Name Identifier: 0000 0003 9395 9650
- Nederlandse Thesaurus van Auteursnamen: 190223626
- Virtual International Authority File: 288397798
- WorldCat: E39PBJmtyWRrDyQm4F67wCV6Kd